# Foro Italico

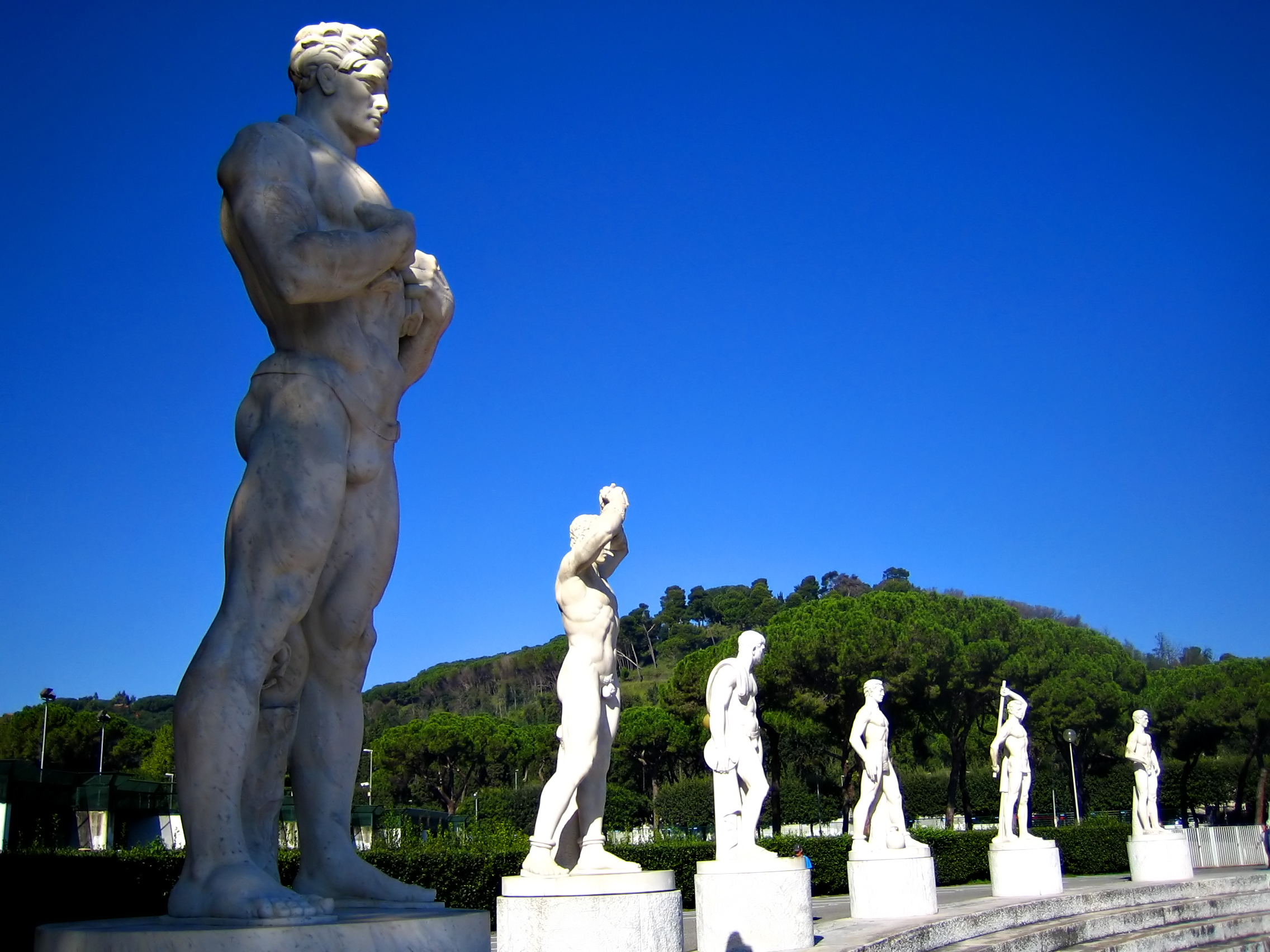
Het Stadio dei Marmi.

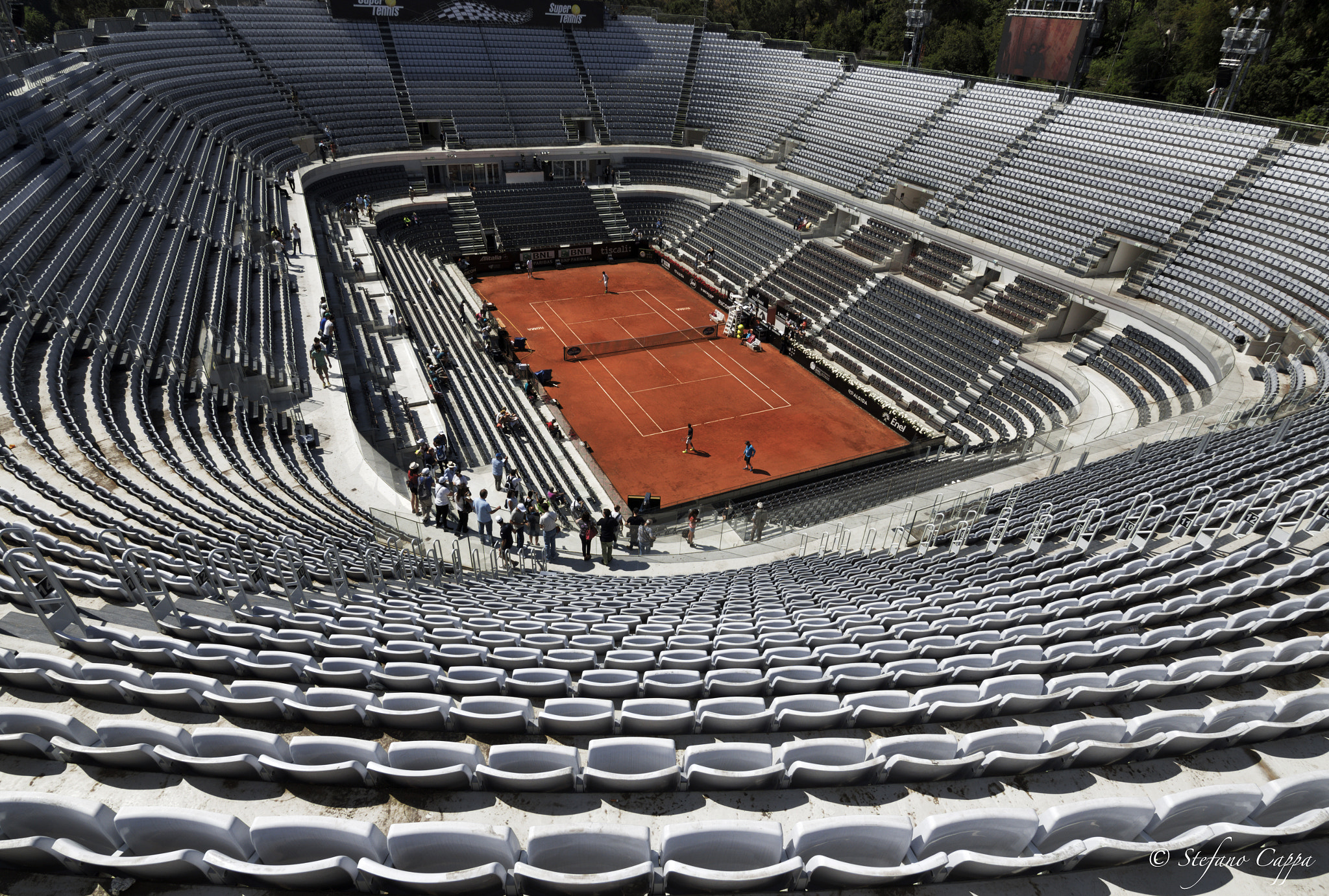
Het stadion.

Het Foro Italico is een sportcomplex in Rome (stadsdeel Municipio XX), dat tijdens de regering van Mussolini werd gebouwd. Het complex werd gebouwd vanaf 1928, met als doel hier de Olympische Spelen van 1940 te houden.
Aanvankelijk werd het Foro Mussolini genoemd, maar na de val van het fascistische regime en de bevrijding van Italië in 1944 werd dit veranderd in de huidige naam. In 1960 zijn de Olympische Spelen alsnog gehouden in Rome, op dezelfde plaats, maar met uitbreiding naar de linkeroever van de Tiber.
Het tenniscentrum herbergt de jaarlijkse evenementen WTA-toernooi van Rome en ATP-toernooi van Rome. Het in 2010 voltooide center court biedt 10.400 zitplaatsen.
In 2011 en 2022 werden hier de Wereldkampioenschappen beachvolleybal gehouden.

## Enkele bezienswaardigheden
- Stadio Olimpico
- Stadio dei Marmi (1932 door Enrico Del Debbio)
- Op de Viale en de Piazzale del Foro Italico zijn mozaïeken te zien uit de fascistische tijd.
- Op de Piazza Lauro De Bosis staat een obelisk met opschrift MVSSOLINI DVX.
- Palazzo della Farnesina, het Ministerie van Buitenlandse Zaken van Italië.
- De Ponte Duca d'Aosta verbindt het Foro Italico met de linkeroever van de Tiber.